# دهستان روداب شرقی
دهستان روداب شرقی، یکی از دهستان‌های بخش روداب شهرستان نرماشیر در استان کرمان ایران است. مرکز این دهستان، شهر نظام‌شهر است.

## جمعیت
بر پایه سرشماری عمومی نفوس و مسکن در سال ۱۳۹۵، جمعیت دهستان روداب شرقی برابر با ۶٬۴۸۷ نفر بوده‌است.